# Elione Fernandes Neto
Elione Fernandes Neto (* 23. August 2005 in Siegburg, Deutschland) ist ein angolanischer Fußballspieler.

## Karriere
Der in Siegburg geborene Fernandes Neto spielte zunächst im Nachwuchsleistungszentrum (NLZ) des 1. FC Köln, ehe er 2019 in die Jugend des SC Fortuna Köln wechselte. Dort spielte er zuletzt in der Saison 2020/21 mit den B2-Junioren (U16) in der zweitklassigen B-Junioren-Mittelrheinliga, ehe diese ab November 2021 aufgrund der COVID-19-Pandemie nicht mehr fortgeführt wurde. Nachdem Fernandes Neto die folgenden Monaten mit seinen Mannschaftskameraden nur auf dem Trainingsplatz verbracht hatte, wechselte er zur Saison 2021/22 zu den B1-Junioren (U17) von Fortuna Düsseldorf, die in der B-Junioren-Bundesliga West spielten. Dort etablierte sich der defensive Mittelfeldspieler unter Jens Langeneke zum Stammspieler und kam in allen 16 Ligaspielen zum Einsatz, wobei er 14-mal in der Startelf stand. Die Düsseldorfer qualifizierten sich als Vizemeister für die Endrunde um die deutsche B-Junioren-Meisterschaft. Dort scheiterte man jedoch im Halbfinale am FC Schalke 04; Fernandes Neto wurde auch hier in beiden Spielen in der Startelf aufgeboten.
Zur Saison 2022/23 rückte Fernandes Neto gemeinsam mit seinem Trainer zu den A-Junioren (U19) auf. Zudem durfte der 16-Jährige während der Sommervorbereitung unter Daniel Thioune bei der Profimannschaft vorspielen. Nach 4 Einsätzen in der A-Junioren-Bundesliga West nominierte ihn Thioune aufgrund einiger verletzungsbedingter Ausfälle am 10. September 2022 erstmals für die 2. Bundesliga in den Spieltagskader. Beim 3:1-Sieg gegen Hansa Rostock wurde Fernandes Neto kurz vor dem Spielende eingewechselt und somit im Alter von 17 Jahren und 18 Tagen zum jüngsten Profispieler der Vereinsgeschichte. Der jüngste Fortuna-Spieler aller Zeiten ist derweil Ernst Albrecht, der 1924 im Alter von 16 Jahren und 300 Tagen auflief. Nach zwei weiteren Einwechslungen unterschrieb er Mitte Oktober 2022 seinen ersten Profivertrag. Bis zum Ende der Saison 2022/23 kam er zu zwölf Einsätzen in der 2. Bundesliga für die Fortuna.
Im August 2023 wechselte Fernandes Neto zum österreichischen Bundesligisten FC Red Bull Salzburg, bei dem er einen bis 2026 laufenden Vertrag erhielt. In Salzburg sollte er aber vorerst für das zweitklassige Farmteam FC Liefering spielen. Zudem kommt er für die U19 der Salzburger in der UEFA Youth League zum Einsatz.